# ボビー・ブラウン
ボビー・ブラウン（Bobby Brown、1969年2月5日 - 本名・ロバート・ベレスフォード・ブラウン ・Robert Beresford Brown）は、アメリカ合衆国マサチューセッツ州ボストン出身のポップ、R&B歌手である。

## 来歴
ボビー・ブラウンは、1983年にニュー・エディションの一員としてデビューした。1986年にボビーはグループから脱退し、ソロ・アルバム『キング・オブ・ステージ』でソロ・デビューした。
1988年に発売したアルバム『Don't Be Cruel』は、LA&ベイビーフェイス、テディー・ライリーらをプロデューサーとして起用し、全世界で累計1000万枚以上を売り上げ、プラチナ・レコードに認定されるミリオンセラーとなった。アルバムからは「Don't Be Cruel」「マイ・プリロガティヴ」「ロニ」「エブリィ・リトル・ステップ」「ロック・ウィッチャ」などが立て続けにビルボードTop10ヒットを記録した。89年には『ゴーストバスターズ2』のテーマ曲「オン・アワ・オウン」も大ヒットし、翌1990年グラミー賞の最優秀R&B男性シンガーも獲得した。1992年に発売したアルバム『ボビー』からは「ハンピン・アラウンド」がヒットした 。
ボビーは1992年に、R&B歌手ホイットニー・ヒューストンと結婚し、娘ボビー・クリスティーナ・ブラウンと息子が誕生したが、結婚後の彼は、妻ホイットニーは2006年9月、結婚14年目に、ホイットニー・ヒューストンが離婚申請書を裁判所に提出し同年10月、離婚が成立した 。
2012年2月11日、元妻のホイットニー・ヒューストンが48歳の若さで死去した。その後も不幸は続き2015年7月26日、娘のボビー・クリスティーナが22歳で死去した。2020年11月18日、元妻、娘に続き息子ボビー・ブラウン・Jr（28歳)が、自宅で亡くなっているのを発見された。

## ディスコグラフィ

### スタジオ・アルバム
- 『キング・オブ・ステージ』 - King of Stage (1986年、MCA)
- 『ドント・ビー・クルエル』 - Don't Be Cruel (1988年、MCA)
- 『ボビー』 - Bobby (1992年、MCA)
- 『フォーエヴァー』 - Forever (1997年、MCA)
- The Masterpiece (2012年、Bronx Bridge)

### ニュー・エディション/アルバム
- 『キャンディー・ガール』 - Candy Girl (1983年、Streetwise)
- 『クール・イット・ナウ』 - New Edition (1984年、MCA)
- 『オール・フォー・ラヴ』 - All for Love (1985年、MCA)
- 『ホーム・アゲイン』 - Home Again (1996年、MCA)

## 日本公演
- 1989年

6月5日 神戸国際会館、6日 横浜アリーナ
- 1990年

6月20日～22日 横浜アリーナ、24日 大阪城ホール、26日 横浜アリーナ
- 1991年 AMA in Yokohama Arena

3月17日,18日 横浜アリーナ
- 1993年 Get Away Tour

5月17日,18日 大阪城ホール、19日,20日,24日～26日 日本武道館、27日 浜松アリーナ、28日 名古屋レインボーホール
- 2008年 J-Wave 20周年記念

12月15日,16日 ビルボードライブ東京　共演/ジョニー・ギル、ラルフ・トレスヴァント